# 사나다마루 (드라마)
《사나다마루》(일본어: 真田丸 사나다마루[*])는 2016년 1월 10일부터 12월 18일까지 방송한 NHK의 55번째 대하드라마이다.

## 개요
NHK 대하 드라마는 2004년 방송 된 《신센구미!》 이래 두 번째로 미타니 코키 각본으로 2010년 이후 계속 원작없는 오리지널 작품이다. 주인공은 대하 드라마 최초로 사나다 노부시게. NHK로는 1985년 대하 드라마에 준하는 작품으로 자리 매김한 NHK 새로운 대형 사극 『사나다 태평기』.
제목 『사나다마루』는 오사카 전투에서 노부시게가 마련되었다고 하는 외성 '사나다마루'에서 유래하며 사나다을 "전국의 거센 파도에 맞선 한 척의 배"에 비유하고 있다.
이야기는 노부시게 청춘 편, 오사카 편, 미나리·쿠도야마 편, 오사카 전투 편 총 4부 구성으로 되어 있다.

## 등장 인물

### 사나다 가문

#### 사나다 일족
- 사나다 노부시게 - 사카이 마사토
- 사나다 노부유키 - 오오이즈미 요
- 마츠 - 기무라 요시노
- 사나다 마사유키 - 쿠사카리 마사오
- 카오루 - 타카하타 아츠코
- 토리 - 쿠사부에 미츠코
- 사나다 노부타다 - 쿠리하라 히데오
- 야자와 산주로 요리유키 - 사코다 타카야
- 야자와 요리츠나 - 아야타 토시키
- 코우 - 나가노 사토미
- 우메 - 쿠로키 하루

#### 사나다 가신
- 키리 - 나가사와 마사미
- 타카나시 나이키 - 나카하라 타케오
- 사스케 - 후지이 타카시
- 이데우라 마사스케 - 테라시마 스스무

#### 사나다 영내 사람들
- 홋타 사쿠베 - 후지모토 타카히로
- 요하치 - 콘노 히로키

### 카이·시나노
- 무로가 마사타케 - 니시무라 마사히코
- 타케다 카츠요리 - 히라 타케히로
- 아나야마 바이세츠 - 에노키 타카아키
- 오야마다 노부시게 - 누쿠미즈 요이치
- 다케다 신겐 - 하야시 쿠니시로
- 아토베 카츠스케 - 이나리 타쿠오
- 기소 요시마사 - 이시이 켄이치
- 카스가 노부타츠 - 마에카와 야스유키
- 오야마다 시게마사 - 타카기 와타루

### 호조 가문
- 호조 우지마사 - 타카시마 마사노부
- 이타베오카 코세츠사이 - 야마니시 아츠시
- 호조 우지나오 - 호소다 요시히코

### 우에스기 가문
- 우에스기 카게카츠 - 엔도 켄이치
- 나오에 카네츠구 - 무라카미 싱고

### 오다 가문
- 오다 노부나가 - 요시다 코타로
- 타키가와 카즈마스 - 단타 야스노리
- 오다 노부타다 - 타마오키 레오
- 아케치 미츠히데 - 이와시타 히사후미
- 나가사키 모토이에 - 마츠다 켄지

### 도요토미 가문
- 도요토미 히데요시 - 코히나타 후미요
- 차차 (요도) - 타케우치 유코
- 기타노만도코로 - 스즈키 쿄카
- 센노 리큐 - 카츠라 분시
- 카토 키요마사 - 아라이 히로후미
- 이시다 미쓰나리 - 야마모토 코지
- 오오타니 요시츠구 - 카타오카 아이노스케
- 카타기리 카츠모토 - 코바야시 타카시
- 히라노 나가야스 - 콘도 요시마사
- 도요토미 히데요리 - 나카가와 타이시
- 도요토미 히데츠구 - 니이로 신야
- 코바야카와 히데아키 - 아사리 요스케
- 오오쿠라쿄노츠보네 - 미네무라 리에

### 도쿠가와 가문
- 도쿠가와 이에야스 - 우치노 세이요
- 아차노츠보네 - 사이토 유키
- 혼다 마사노부 - 콘도 마사오미
- 코마츠히메 - 요시다 요
- 혼다 타다카츠 - 후지오카 히로시
- 핫토리 한조 - 하마타니 켄지
- 이시카와 카즈마사 - 이토 마사유키

## 제작진
- 연출 : 기무라 타카후미, 타나카 타다시, 고바야시 다이지, 토이 쇼헤이
- 극본 : 미타니 코키
- 음악 : 핫토리 타카유키
- 책임프로듀서 : 야시키 요타로, 요시카와 쿠니오
- 프로듀서 : 시미즈 타쿠야, 요시오카 카즈히코

### 사나다마루 기행
- 내레이션 : 오다기리 센
- 연주 : 쓰지이 노부유키

## 방송

### 통상 방송 시간
- NHK 종합 텔레비전: 일요일 20시 ~ 20시 45분
- NHK BS 프리미엄: 일요일 18시 ~ 18시 45분
- (재방송) NHK종합 텔레비전: 토요일 13시 05분 ~ 13시 50분

### 방송 일정
- 첫회는 60분 확대판

※ 아래의 파란색 숫자는 '최저 시청률'이고, 빨간색 숫자는 '최고 시청률'입니다.
| 방송회                                    | 방송일    | 부제          | 연출            | 기행 | 시청률 |
| ----------------------------------------- | --------- | ------------- | --------------- | --- | ------ |
| 제01회                                    | 01월 10일 | 출항 船出     | 기무라 타카후미 | 우에다 성 유적 공원(上田城跡公園) (나가노현 우에다시) 신푸 성(新府城) 유적 (야마나시현 니라사키시) 오사카 성 공원 (오사카부 오사카시)                                                    | 19.9%  |
| 제02회                                    | 01월 17일 | 결단 決断     | 기무라 타카후미 | 이와비쓰 성(岩櫃城) 유적 (군마현 히가시아가쓰마정) | 20.1%  |
| 제03회                                    | 01월 24일 | 책략 策略     | 기무라 타카후미 | 사나다 본성 유적(真田本城) (나가노 현 우에다 시) | 18.3%  |
| 제04회                                    | 01월 31일 | 도전 挑戦     | 요시카와 쿠니오 | 홋케지 (法華寺) (나가노 현 스와시) | 17.8%  |
| 제05회                                    | 02월 07일 | 궁지 窮地     | 기무라 타카후미 | 마에바시 성(厩橋城) 유적 (마에바시 공원) (군마 현 마에바시시) | 19.0%  |
| 제06회                                    | 02월 14일 | 방황 迷走     | 기무라 타카후미 | 누마타 성(沼田城) 유적 (누마타 공원) (군마 현 누마타시) | 16.9%  |
| 제07회                                    | 02월 21일 | 탈환 奪回     | 다나카 타다시   | 고모로 성 유적 가이고 원 (나가노 현 고모로시) | 17.4%  |
| 제08회                                    | 02월 28일 | 회유 調略     | 다나카 타다시   | 마쓰시로 성(松代城) (옛 가이즈 성) (나가노 현 나가노시) | 17.1%  |
| 제09회                                    | 03월 06일 | 흥정 駆引     | 고바야시 다이지 | 젠쇼지 (前松寺) (나가노 현 우에다 시) | 16.6%  |
| 제10회                                    | 03월 13일 | 묘수 妙手     | 고바야시 다이지 | 하마마쓰성 공원 (시즈오카현 하마마쓰시) | 16.2%  |
| 제11회                                    | 03월 20일 | 축언 祝言     | 다나카 타다시   | 우에다 성 유적 공원 (나가노 현 우에다 시) | 15.6%  |
| 제12회                                    | 03월 27일 | 인질 人質     | 다나카 타다시   | 가스가 산성 혼마루 유적 (니가타현 조에쓰시) | 17.9%  |
| 제13회                                    | 04월 03일 | 결전 決戦     | 기무라 타카후미 | 겟소지 (月窓寺) (나가노 현 우에다 시) | 17.5%  |
| 제14회                                    | 04월 10일 | 오사카 大坂   | 기무라 타카후미 | 오사카 성 공원 (오사카 부 오사카 시) | 17.1%  |
| 제15회                                    | 04월 17일 | 히데요시 秀吉 | 기무라 타카후미 | 오다니 성 (小谷城) 오히로마 유적 (大広間跡) (시가 현 나가하마 시) | 18.3%  |
| 제16회                                    | 04월 24일 | 표리 表裏     | 고바야시 다이지 | 묘엔지 (妙延寺) (아이치현 쓰시마 시) | 16.9%  |
| 제17회                                    | 05월 01일 | 재회 再会     | 도이 쇼헤이     | 도요쿠니 신사 (豊国神社) (아이치 현 나고야시) | 17.0%  |
| 제18회                                    | 05월 08일 | 상경 上洛     | 다나카 타다시   | 슨푸 성 유적 (슨푸 성 공원, 駿府城公園) (시즈오카 현 시즈오카시) | 19.1%  |
| 제19회                                    | 05월 15일 | 연로 恋路     | 고바야시 다이지 | 오카자키 공원 (岡崎公園) (아이치 현 오카자키시) | 17.0%  |
| 제20회                                    | 05월 22일 | 전조 前兆     | 와타나베 테츠야 | 주라쿠다이 동호 유적 (東濠跡) (교토부 교토시) | 18.7%  |
| 제21회                                    | 05월 29일 | 전단 戦端     | 기무라 타카후미 | 하루나 신사 (榛名神社) (군마 현 누마타 시) | 16.8%  |
| 제22회                                    | 06월 05일 | 재정 裁定     | 도이 쇼헤이     | 나구루미 성 (名胡桃城) 유적 (군마 현 미나카미정) | 16.6%  |
| 제23회                                    | 06월 12일 | 공략 攻略     | 다나카 타다시   | 오다와라 성지 공원 (小田原城址公園) (가나가와현 오다와라시) | 18.9%  |
| 제24회                                    | 06월 19일 | 멸망 滅亡     | 기무라 타카후미 | 호조 우지마사·우지테루의 묘소 (北条氏政・氏照の墓所) (가나가와 현 오다와라 시) | 17.6%  |
| 제25회                                    | 06월 26일 | 이별 別離     | 와타나베 테쓰야 | 난슈지 (南宗寺) (오사카 부 사카이시) | 18.3%  |
| 제26회                                    | 07월 03일 | 매과 瓜売     | 고바야시 다이지 | 나고야성 유적 (사가현 가라쓰시) | 16.4%  |
| 제27회                                    | 07월 10일 | 불신 不信     | 기무라 타카후미 | 사쿠라모토 방 (桜本坊) (나라현 요시노정) | 15.1%  |
| 제28회                                    | 07월 17일 | 수난 受難     | 도이 쇼헤이     | 묘케이지 (妙慶寺) (아키타현 유리혼조시) | 17.0%  |
| 제29회                                    | 07월 24일 | 이변 異変     | 호사카 케이타   | 사이후쿠지 (西福寺) (후쿠이현 쓰루가시) | 17.5%  |
| 제30회                                    | 07월 31일 | 황혼 黄昏     | 다나카 타다시   | 다이고지 (교토 부 교토 시) | 14.5%  |
| 제31회                                    | 08월 07일 | 종언 終焉     | 기무라 타카후미 | 이마히에 신궁 (新日吉神宮) (교토 부 교토 시) | 17.3%  |
| 제32회                                    | 08월 14일 | 응수 応酬     | 고바야시 다이지 | 후시미 기타호리 공원 (교토 부 교토 시) | 15.8%  |
| 제33회                                    | 08월 21일 | 동란 動乱     | 도이 쇼헤이     | 쇼류지 성 공원 (勝竜寺城公園) (교토 부 나가오카쿄시) | 18.0%  |
| 제34회                                    | 08월 28일 | 거병 挙兵     | 와타나베 테츠야 | 후쿠시마 마사노리 공 발상지 비 (福島正則公生誕地碑) (아이치 현 아마시) | 13.2%  |
| 제35회                                    | 09월 04일 | 이누부시 犬伏 | 기무라 타카후미 | 신마치 약사당 (新町薬師堂, 도치기현 사노시) | 15.0%  |
| 제36회                                    | 09월 11일 | 승부 勝負     | 고바야시 다이지 | 도이시 성지 (砥石城跡, 야구라몬 구 등산로 입구, 櫓門口登山道入口) (나가노 현 우에다 시)                                                                                                  | 16.5%  |
| 제37회                                    | 09월 18일 | 노부유키 信之 | 다나카 타다시   | 젠묘쇼인 (善名称院, 사나다 암, 真田庵) (와카야마현 구도야마정) | 17.3%  |
| 제38회                                    | 09월 25일 | 마사유키 昌幸 | 기무라 타카후미 | 렌게조인 (蓮華定院, 와카야마 현 고야정) | 15.7%  |
| 제39회                                    | 10월 02일 | 세월 歳月     | 호사카 케이타   | 헨조지 (遍照寺, 와카야마 현 구도야마 정) 니후츠히메 신사 (丹生都比売神社, 와카야마 현 가쓰라기정)                                                                                        | 16.6%  |
| 제40회                                    | 10월 09일 | 유키무라 幸村 | 도이 쇼헤이     | 호코지 (쿄토부 쿄토시) | 15.0%  |
| 제41회                                    | 10월 16일 | 입성 入城     | 기무라 타카후미 | 오사카 성 공원 (오사카 부 오사카 시) | 15.4%  |
| 제42회                                    | 10월 23일 | 아군 味方     | 기무라 타카후미 | 나가쿠보 숙 (長久保宿) 본진 유적 (나가노 현 나가와정) | 13.0%  |
| 제43회                                    | 10월 30일 | 군의 軍議     | 고바야시 다이지 | 고토 마타베 현창비 (효고현 히메지시) 다몬지 (多聞寺, 효고 현 가사이시) | 14.5%  |
| 제44회                                    | 11월 06일 | 축성 築城     | 다나카 타다시   | 사나다마루 현창비 (오사카 부 오사카 시) | 15.3%  |
| 제45회                                    | 11월 13일 | 완봉 完封     | 다나카 타다시   | 야쓰루기 신사 (八劔神社) (오사카 부 오사카 시) | 15.2%  |
| 제46회                                    | 11월 20일 | 포탄 砲弾     | 호사카 케이타   | 야마우치 신사(山内神社, 고치현 고치시) | 14.2%  |
| 제47회                                    | 11월 27일 | 반격 反撃     | 고바야시 다이지 | 오코 성 유적 (岡豊城跡, 고치 현 난코쿠시) 오토나시 신사 (鳴無神社, 고치 현 스사키시) | 15.3%  |
| 제48회                                    | 12월 04일 | 촉발 引鉄     | 시미즈 타쿠야   | 오카야마성 (오카야마시 오카야마현) 아카시 가몬노스케 모리시게의 집 흔적 (明石掃部介守重宅跡, 오카야마 현 비젠시)                                                                         | 16.1%  |
| 제49회                                    | 12월 11일 | 전야 前夜     | 기무라 타카후미 | 도묘지 전투 기념비 (道明寺合戦記念碑, 오사카 부 후지이데라시) 고토 마타베 모토쓰구의 비 (後藤又兵衛基次之碑, 오사카 부 가시와라시) 시키나가요시 신사 (志紀長吉神社, 오사카 부 오사카 시) | 14.8%  |
| 제50회                                    | 12월 18일 | (제목 없음)   | 기무라 타카후미 | 야스이 신사(安居神社), 오사카 성 공원 (오사카 부 오사카 시) 조코쿠지, 사나다 유키무라 공 기마상 (長谷寺、真田幸村公騎馬像, 나가노 현 우에다 시)                                          | 14.7%  |
| (시청률조사: 16.6%, 간토 지방 비디오서치) |           |               |                 | |        |

## 프로모션

### 다메타 10용사
단편 영화 《다메타 10용사》가 제작 된, 《사나다마루》의 방송에 앞서 2015년 12월 16일부터 NHK 도가 스테이션 및 유튜브의 NHK 온라인 공식 채널에서 공개되었다. 짧은 버전은 프로그램 선전으로 NHK 종합 TV에서 방송되고있다. 또한, 완전한 원작이며 《사나다마루》본편과는 무관.
| 캐스트 - 로쿠로 - 야마토 유마 - 사이조 - 하카타 하나마루 - 카마노스케 - 우메가키 요시아키 - 진파치 - 이와이 히데토 - 세이카이 뉴도 - 마츠무라 쿠니히로 - 이사 뉴도 - 와키 토모히로 - 주조 - 스즈키 타쿠 - 코스케 - Mr.오쿠레 | 직원 - 기획·각본·감독: 에구치 캉 - 기획: 오가와 준지, 시마무라 마사미, 아키야마 유 - 각본: 오카다 켄, KOO-KI - 프로듀스: 오가와 준지 - PM: 아키야마 유 - 기획·제작: KOO-KI |

### 프로모션 프로그램
- 메이킹 오브 사나다 마루

방송 시작에 맞춰 방송. 하사도 슈헤이의한 제자 제작, 시부 사와 고에 의한 3D지도 감수 핫토리 타카유키 의한 테마 곡수록의 모양을 다룬다. 10분.
- 《사나다마루》프로모션

《사나다 가 사람들》편, 《사나다의 라이벌들》편에 2개를 방송 시작에 맞춰 방송. 각 2분.
- 《사나다마루》오사카 편 스타트!

4월의 《오사카 편》에 맞춰 방송. 역사학자의 이소다 미치후미가 오사카 편 등장 인물에 대해 설명한다. 2분 공식 사이트에서는 5분 40초 정식 버전을 공개했다.

### 기타
- 2016년 4월 29일·30일에 개최 예정인 《니코니코 초회의 2016》에서 《초(超)·사나다마루》부스를 설치한다[5]。

## 같이 보기
- 사나다마루
- 센고쿠 시대